# Aphelandra darienensis
Aphelandra darienensis är en akantusväxtart som beskrevs av Wasshausen. Aphelandra darienensis ingår i släktet Aphelandra och familjen akantusväxter. Inga underarter finns listade i Catalogue of Life.